# Górki Niemojowskie
Górki Niemojowskie – przysiółek wsi Niemojowice w Polsce, położona w województwie łódzkim, w powiecie opoczyńskim, w gminie Żarnów.
1 stycznia 1973 utworzyły sołectwo w gminie Żarnów.
W latach 1975–1998 kolonia należała administracyjnie do województwa piotrkowskiego.
Wierni Kościoła rzymskokatolickiego należą do parafii św. Mikołaja w Żarnowie.